# Acrhelia
Genre
Acrhelia est un genre de coraux durs de la famille des Oculinidae.

## Liste d'espèces
Le genre Acrhelia comprend les espèces suivantes :
| Selon ITIS (12 juillet 2015) : - Acrhelia horrescens Dana, 1846 | Selon World Register of Marine Species (12 juillet 2015) Acrhelia est assimilé à Galaxea : - Galaxea acrhelia Veron, 2000 - Galaxea alta Nemenzo, 1980 - Galaxea astreata Lamarck, 1816 - Galaxea cryptoramosa Fenner & Veron, 2000 - Galaxea fascicularis Linnaeus, 1767 - Galaxea horrescens Dana, 1846 - Galaxea longisepta Fenner & Veron, 2000 - Galaxea pauciradiata Blainville, 1830 |